# Фальк, Рафаил Александрович
Рафаил Александрович Фальк (при рождении Рефоел Исаакович; 18 сентября 1859, Либава, Курляндская губерния — 27 апреля 1913, Тюбинген) — русский шахматист и шахматный журналист. Чемпион Москвы (1901, с Алексеем Фёдоровичем Гончаровым). Отец художника Роберта Фалька.

## Биография
Родился 18 сентября (по старому стилю) 1859 года в Либаве в семье еврейского журналиста, купца Исаака Фалька и Рохл Давидовой. У него были младшие сёстры Брайна (1861), Ида (1863), Фейга (1865), Ривка (1866) и Сора-Лея (1867), братья Йоша-Фальк (1869) и Хирш (1871). Среднее образование получил в Гульдингене (Курляндская губерния). Поступил на юридический факультет Санкт-Петербургского университета, который окончил в 1880 году.
Приписался помощником к присяжному поверенному В. О. Гаркави в 1881 году. Вошёл в состав присяжных поверенных в 1886 году. Присяжный стряпчий с 1881 года.
Редактор популярных шахматных отделов ряда газет, в том числе «Курьер», «Утро России», «Москауэр дойче цайтунг» (1886—1903), которые были ценными источниками информации для русских шахматистов начала XX века. Участник 1-го Всероссийского турнира (1899). Успешно выступал в Московских соревнованиях; в чемпионате Москвы (1901) — разделил 1—2-е место (с Алексеем Фёдоровичем Гончаровым).